# Kancelář men-sia
Kancelář men-sia (čínsky v českém přepisu men-sia šeng, pchin-jinem ménxià shěng, znaky zjednodušené 门下省, tradiční 門下省, doslovně „oddělení u brány“) byla počínaje obdobím po pádu dynastie Chan koncem 3. století a konče 12. stoletím jedním z nejvyšších civilních úřadů ve staré Číně v systému organizace vládní administrativy známém jako tři kanceláře a šest ministerstev.

## Název
Šeng (省) je část nebo oddělení zabývající se dohledem nad svěřeným oborem nebo oblastí s cílem zlepšení jeho fungování, postupně získalo mimo jiné význam provincie. Men-sia šeng (門下省) je pak šeng „od brány“ (men), míněna byla Brána obdržení vůle Nebes, která oddělovala areál císařských paláců (Zakázané město) od úřednického Císařského města.

## Historie
V období po pádu dynastie Chan v polovině 3. století stanuly v čele civilní správy říše Wej dvě kanceláře, kancelář čung-šu (中書省), která odpovídala za formulaci vládní politiky a sepisování císařských nařízení a dekretů, a kancelář šang-šu (尚書省), která odpovídala za vykonání výše uvedených rozhodnutí.
V říši Západní Ťin (265–316) z obavy z moci těchto dvou úřadů vznikla třetí, kontrolní kancelář men-sia. Její úředníci měli v popisu práce kontrolu písemností vycházejících z kanceláře čung-šu a v případě stylistických či obsahových závad je vraceli k přepsání. Ředitelé kanceláře patřili k nejvýše postaveným úředníkům a zasedali v císařské radě.
Systém úzce spolupracujících tří kanceláří přetrval i v říších Suej (581–618) a Tchang (618–907). Za Tchangů byla podle významu druhá za kanceláří šang-šu. V jejím čele stáli dva vedoucí š’-čung (侍中, doslova „ústřední pomocník“), kteří měli hlavní třetí hodnost (v systému devíti hodností; od roku 767 hlavní druhou). V tchangském období kromě vlastního vedení kanceláře a jeho obslužného personálu podléhali kanceláři men-sia také:
- Skupina císařských poradců, kteří měli za povinnost vyskytovat se v císařově doprovodu a upozorňovat panovníka na jeho chyby a omyly, případně mu vysvětlit jakoukoliv záležitost. Níže postavení členové této skupiny kontrolovali a opravovali císařské dokumenty.[5]
- Zapisovatelé a ceremoniáři; zapisovatel (spolu s analogickém úředníkem kanceláře čung-šu) zaznamenával všechny výroky a prohlášení panovníka, záznamy každoročně předával historickému úřadu š’-kuan (史館); ceremoniář odpovídali za rozmístění úředníků při oficiálních příležitostech.[6]
- Dozorci nad branami, kteří měli na starosti otvírání a zavírání bran hlavního města, úřednického císařského města i areálu císařského paláce. Podléhalo jim 800 strážců bran.[6]
- Strážci císařských pečetí.[6]
- Institut rozšíření slovesnosti (弘文館, Chung-wen-kuan), po nějakou dobu nazývaný Institut zdokonalování slovesnosti (修文館, Siou-wen-kuan), který redigoval vládní dokumenty, připomínkoval změny v obřadech, státních ceremoniích a pravidlech etikety. Též vyučoval členy císařského rodu a syny vysokých úředníků, v počtu čtyřiceti.[7]

V říši Sung (po roce 960) tři kanceláře prakticky splynuly do císařského sekretariátu čung-šu men-sia. Roku 1082 sungský císař Šen-cung tři kanceláře obnovil a oddělil, poté čung-šu šeng zvažovala politiku, men-sia šeng zkoumala možné alternativní politiky a šang-šu šeng je s podřízenými ministerstvy realizovala. Rozdělení výrazně zpomalilo chod vlády, protože ředitelé kanceláří komunikovali s císařem samostatně. Po Šen-cungově úmrtí roku 1085 kanceláře opět úzce spolupracovaly a roku 1129 byly sloučeny v jednu, šang-šu šeng, i když místa ředitelů kanceláří čung-šu a men-sia byla zrušena až roku 1172.